# Adelio Dell'Oro
Adelio Dell'Oro (Milano, 31 luglio 1948) è un vescovo cattolico italiano, dal 31 gennaio 2015 vescovo di Karaganda.

## Biografia
Nasce a Milano, città capoluogo di provincia e sede arcivescovile, il 31 luglio 1948. Vive con la famiglia a Valmadrera, in provincia di Lecco, fino al 1953, per poi trasferirsi nel quartiere di Chiuso, a Lecco. È primo cugino del vescovo Italo Dell'Oro.

### Formazione e ministero sacerdotale
Nel 1959 entra nel seminario minore di Milano e nel 1967 in quello maggiore, completando gli studi della maturità classica e frequentando la facoltà teologica dell'Italia settentrionale.
Il 28 giugno 1972 è ordinato presbitero, nella cattedrale di Milano, dal cardinale Giovanni Colombo.
Dopo l'ordinazione è vicario parrocchiale nella parrocchia di Sant'Andrea a Milano, dal 1972 al 1983; vicario parrocchiale nella parrocchia dei Santi Gervaso e Protaso in Santa Maria Assunta a Romano Banco di Buccinasco, dal 1983 al 1997; insegnante di religione cattolica nelle scuole medie ed istituti tecnici, dal 1974 al 1997.
Nel 1997 è inviato fidei donum in Kazakistan, dove diventa direttore spirituale del seminario interdiocesano di Karaganda e direttore della Caritas kazaka, dal 1997 al 2007, e parroco a Vishniovka-Ashaly, collaboratore della nunziatura apostolica e insegnante di teologia nel seminario maggiore di Karaganda, dal 2007 al 2009.
Nel 2009 ritorna in Italia ed è nominato prorettore del collegio della Guastalla a Monza e assistente diocesano di Comunione e Liberazione. Dal 2010 al 2012 risiede presso la parrocchia di San Zenone a Cambiago.

### Ministero episcopale
Il 7 dicembre 2012, solennità di sant'Ambrogio, papa Benedetto XVI lo nomina amministratore apostolico di Atyrau e vescovo titolare di Castulo; succede a Janusz Kaleta, precedentemente nominato vescovo di Karaganda. Il 2 marzo seguente riceve l'ordinazione episcopale, nella cattedrale di Milano, dal cardinale Angelo Scola, arcivescovo metropolita di Milano, co-consacranti il cardinale Dionigi Tettamanzi, arcivescovo emerito di Milano, e Tomasz Peta, arcivescovo metropolita di Maria Santissima in Astana. Il 21 aprile successivo fa il suo ingresso ad Atyrau.
Il 31 gennaio 2015 papa Francesco lo nomina vescovo di Karaganda; succede a Janusz Kaleta, precedentemente dimessosi per gravi ragioni personali. Il 29 marzo seguente, domenica delle palme, prende possesso della diocesi, nella cattedrale di Nostra Signora di Fátima.
Conserva, donec aliter provideatur, l'incarico di amministratore apostolico di Atyrau che comunque lascia il successivo 16 maggio, quando gli succede il presbitero Dariusz Buras.

## Genealogia episcopale e successione apostolica
La genealogia episcopale è:
- Cardinale Scipione Rebiba
- Cardinale Giulio Antonio Santori
- Cardinale Girolamo Bernerio, O.P.
- Arcivescovo Galeazzo Sanvitale
- Cardinale Ludovico Ludovisi
- Cardinale Luigi Caetani
- Cardinale Ulderico Carpegna
- Cardinale Paluzzo Paluzzi Altieri degli Albertoni
- Papa Benedetto XIII
- Papa Benedetto XIV
- Papa Clemente XIII
- Cardinale Marcantonio Colonna
- Cardinale Giacinto Sigismondo Gerdil, B.
- Cardinale Giulio Maria della Somaglia
- Cardinale Carlo Odescalchi, S.I.
- Cardinale Costantino Patrizi Naro
- Cardinale Lucido Maria Parocchi
- Papa Pio X
- Papa Benedetto XV
- Papa Pio XII
- Cardinale Eugène Tisserant
- Cardinale Bernardin Gantin
- Cardinale Angelo Scola
- Vescovo Adelio Dell'Oro

La successione apostolica è:
- Vescovo Yevgeniy Zinkovskiy (2021)